# هیدروکسید زیرکونیم (IV)
هیدروکسید زیرکونیم(IV) (به انگلیسی: Zirconium(IV) hydroxide) با فرمول شیمیایی Zr(OH)۴ یک ترکیب شیمیایی با شناسه پاب‌کم ۸۴۴۶۵ است. که جرم مولی آن ۱۵۹٫۲۵۳ g/mol می‌باشد. شکل ظاهری این ترکیب، بلورهای دستگاه بلوری راست‌لوزی سفید و نقره‌ای است.